# Jillz
Jillz, daarvoor Charli genoemd, is een mix van cider, gerstemout en water met een fruitsmaak. De drank wordt een "bruisend Cider mengsel" genoemd en bevat 5% alcohol of is alcoholvrij. Jillz wordt gebrouwen door de Nederlandse brouwerij Heineken en is verkrijgbaar in flesjes in de supermarkt en op de tap in cafés. Toen na onderzoek bleek dat de oude naam "Charli" in straattaal cocaïne betekende, is de naam veranderd naar Jillz.
Met Jillz probeert Heineken klanten te bereiken die niet houden van het huidige aanbod van alcoholische dranken. Onderzoek uitgevoerd door Heineken gaf aan dat 63% van de vrouwen de smaak van bier te bitter vindt. In contrast tot bier bevat Jillz geen hop, wat bier zijn bittere smaak geeft.
Jillz gaf aan om te stoppen in 2021.